# Дейкер, Карл Фридрих
Карл Фридрих Дейкер (англ. Carl Friedrich Deiker; 3 апреля 1836, Вецлар — 19 марта 1892, Дюссельдорф) — немецкий художник-анималист.

## Биография

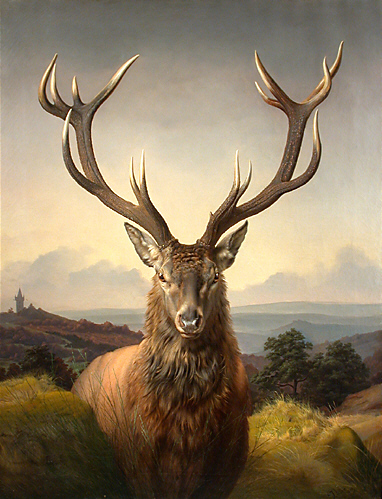
К. Ф. Дейкер Олень в горах.

К. Ф. Дейкер был братом художника Иоганнеса Дейкера. Изучал живопись в Художественной академии в Ханау, а затем — у И. В. Ширмера в Карлсруэ. С 1864 года жил и работал в Дюссельдорфе.
К. Ф. Дейкер был известным художником-анималистом. С особым интересом он изображал диких животных Германии — оленей, кабанов; изображал сражения между оленями-самцами, выводки диких поросят, спасающихся от охотников зверей. Некоторые его полотна посвящены хищным пернатым — соколам, ястребам, а также тетеревам, глухарям; жизни лисиц, зайцев и другим животным и птицам. Живописец также иллюстрировал сценками с животными художественные журналы и охотничью литературу.
Среди его учеников — Б. Лильефорс.